# Дисс (город)
Дисс (англ. Diss) — рыночный город и община в округе Южный Норфолк графства Норфолк в Англии. 
Расположен в долине реки Уэйвени в 31 км к юго-западу от города Норидж и в 129 км к северо-востоку от Лондона
Площадь - 5, 32 км².

## История
Впервые упоминается в «Книге судного дня» в 1086 году.
Название города происходит от англосаксонского слова dic, означающего ров или насыпь. В Диссе есть несколько исторических зданий, в том числе приходская церковь начала 14 века.  При Эдуарде Исповеднике Дисс входил в сотню городов Суффолка и находится во владении короля как его вотчина.

## Население
В 2021 году в городе проживало 10714 жителей.

## Известные уроженцы и жители

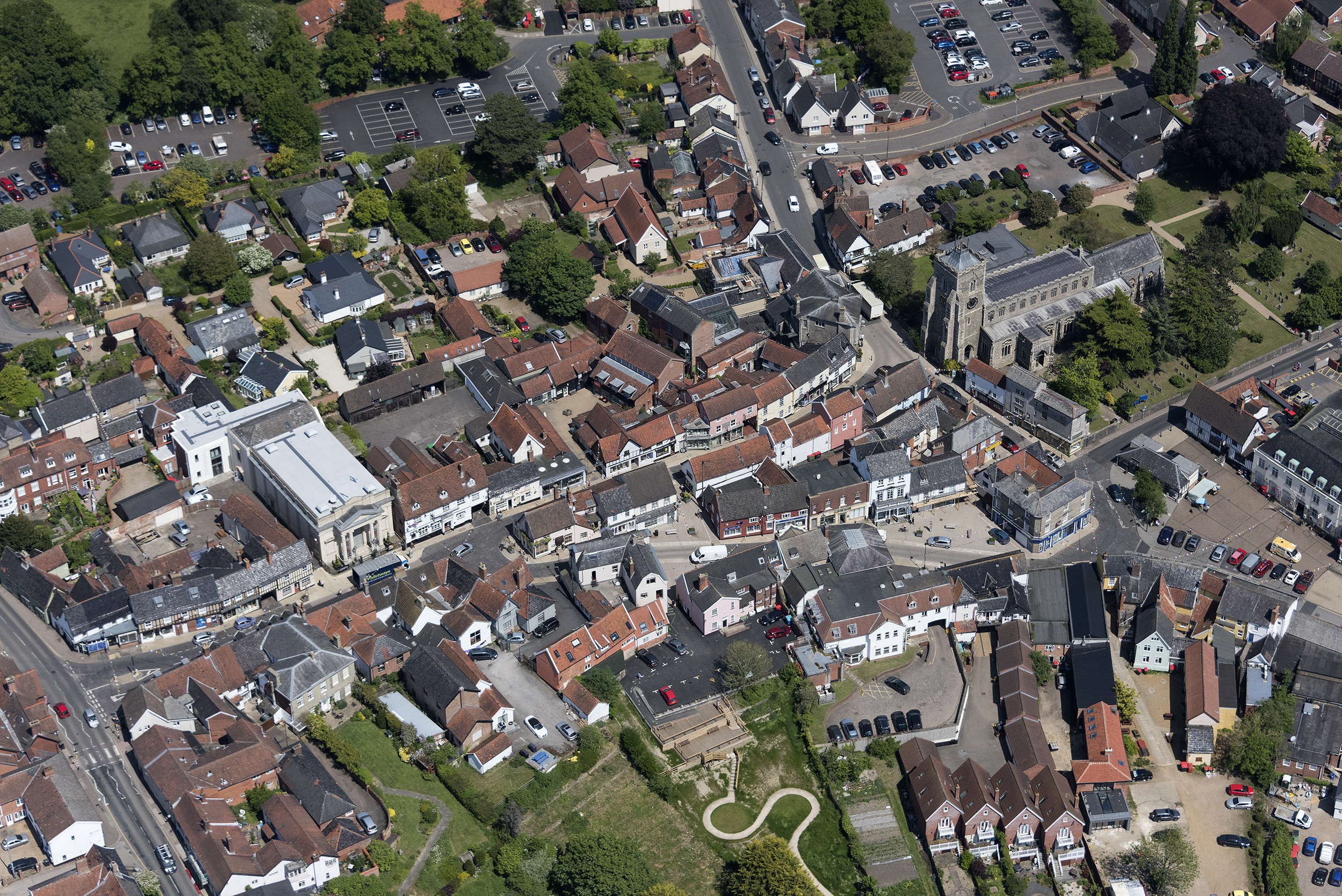
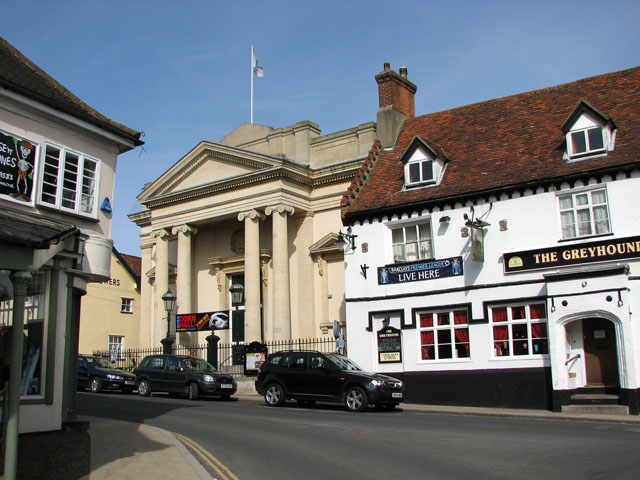
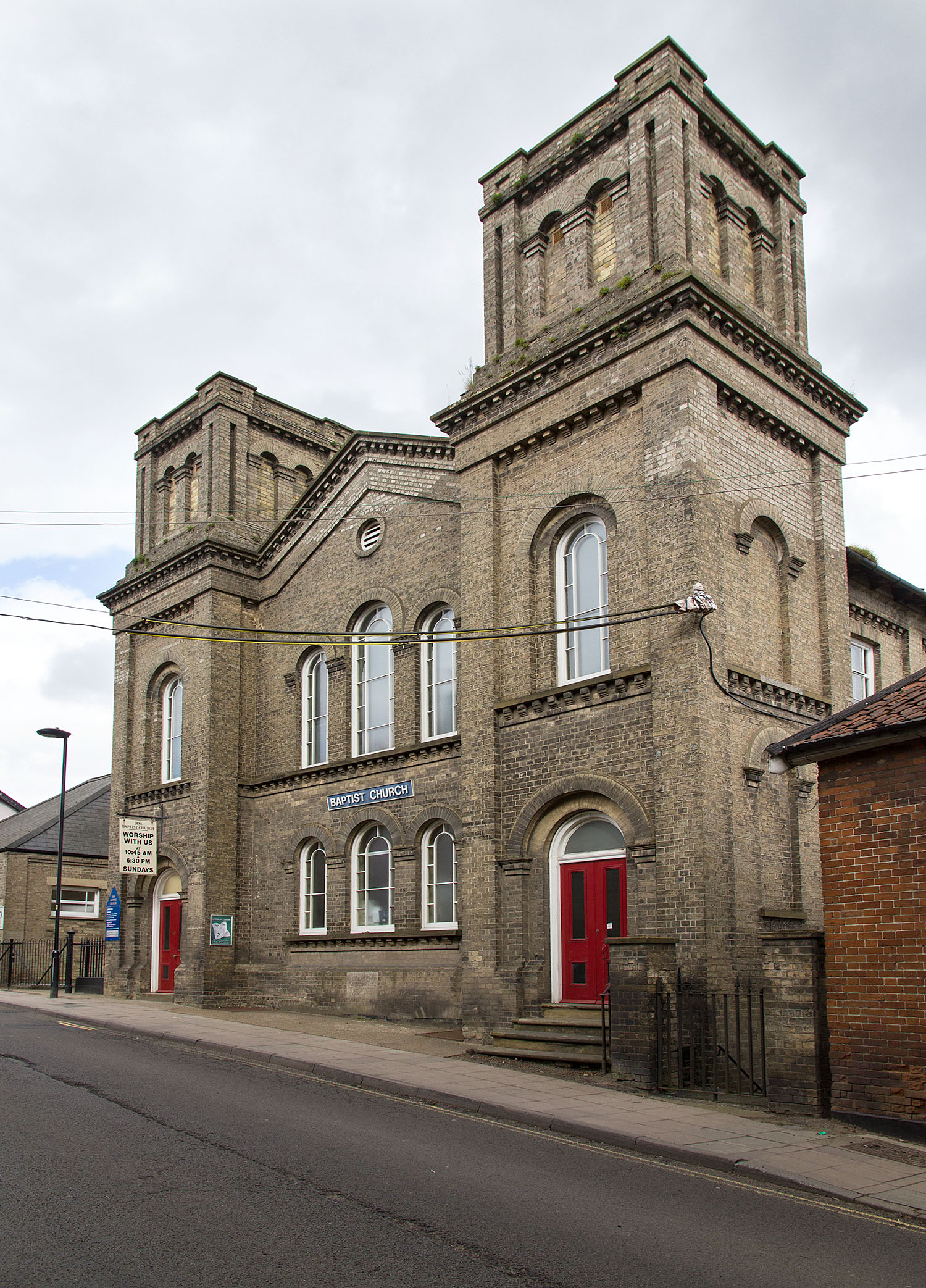
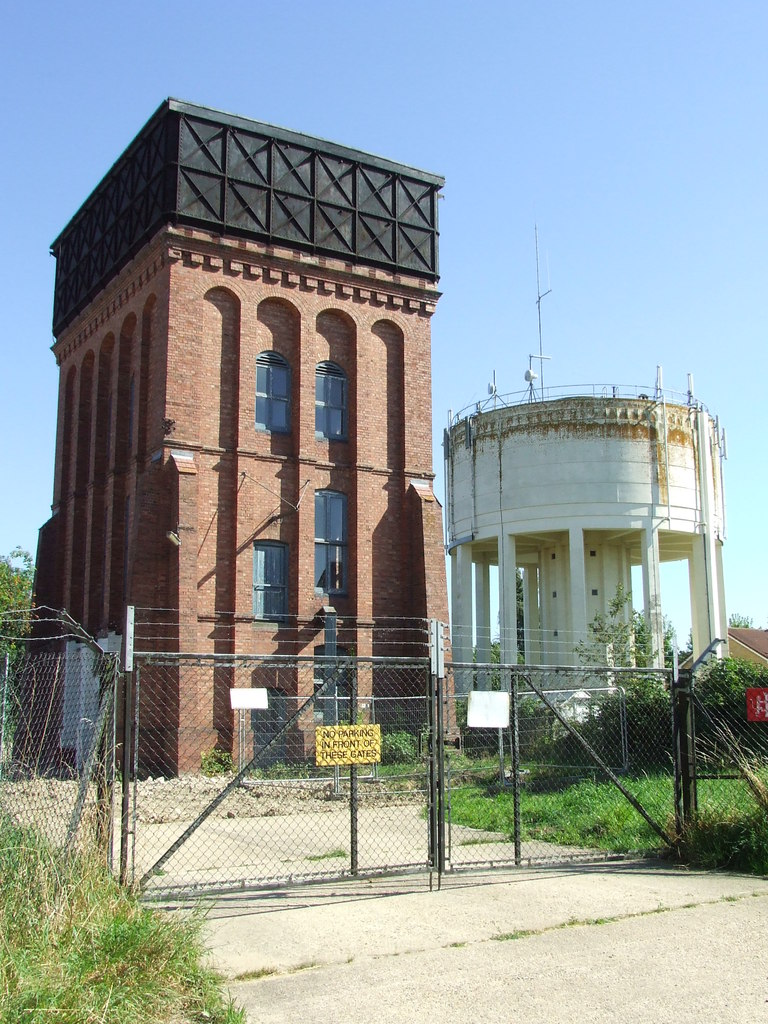

- Радд, Деклан – футболист
- Скелтон, Джон – поэт.